# Софино (Псковская область)
Софино — деревня в северо-западной части Пушкиногорского района Псковской области. Входит в состав сельского поселения «Новгородкинская волость».
Расположена в 21 км к северо-западу от посёлка Пушкинские Горы.

## Население
Численность населения деревни составляет 48 человек (2000 год).